# Kiriwina
Kiriwina is een eiland in Papoea-Nieuw-Guinea. Het is 264 vierkante kilometer groot en telt circa 12.000 inwoners. Het is het belangrijkst eiland van de Trobriand-eilanden en behoort tot de provincie Milne Bay.
De volgende zoogdieren komen er voor:
- Wild zwijn (Sus scrofa) (geïntroduceerd)
- Pacifische rat (Rattus exulans) (geïntroduceerd)
- Echymipera davidi
- Notamacropus agilis
- Phalanger intercastellanus
- Hydromys chrysogaster
- Dobsonia pannietensis
- Nyctimene major
- Pteropus conspicillatus
- Pteropus hypomelanus
- Syconycteris australis
- Emballonura beccarii
- Aselliscus tricuspidatus
- Hipposideros calcaratus
- Hipposideros diadema
- Rhinolophus euryotis
- Miniopterus australis
- Miniopterus macrocneme
- Miniopterus propitristis